# هلوش
هلوش، روستایی از توابع بخش مرکزی شهرستان پلدختر در استان لرستان ایران است.

## جمعیت
این روستا در دهستان جایدر قرار دارد و براساس سرشماری مرکز آمار ایران در سال 1400، جمعیت آن 2326 نفر (351خانوار) بوده‌است. اهالی این روستا به زبان لری و گویش بالاگریوه ای صحبت می کنند.